# Religione maya
La religione maya è quell'insieme di credenze politeiste, con una storia di più di 3000 anni, della civiltà maya precolombiana. Questa religione, che faceva fortemente riferimento alle forze della natura (sole, luna e pioggia in particolare), era una complessa forma di politeismo basata sul concetto di dualità: la vita e la morte, il giorno e la notte, il maschio e la femmina. I pochi elementi dell'antica religione che oggi sopravvivono non derivano dalla complessa teologia della classe sacerdotale, ma dalle credenze in semplici divinità mitologia della natura, come i Chac e le divinità della fertilità.

## Divinità
Il Dio supremo era considerato Itzamà o Itzamnà, dio del sole, inventore della scrittura e protettore dell'agricoltura. Un'altra divinità molto importante era Kukulcan, il serpente piumato, da alcuni identificato con il cielo. Infine, altre tre divinità fondamentali erano Ixchel (dea lunare, protettrice delle partorienti e delle attività femminili), Yum Kaax (dio del mais) ed Ahpuch (dio della morte).
La religione e i centri cerimoniali erano diretti dalla casta sacerdotale ah kin (il solare), con a capo l'ahaucan (principe dei serpenti), detentrice delle conoscenze astronomiche e del complesso calendario di feste che si svolgevano con riti propiziatori, sacrifici umani, preghiere e banchetti.
I sacerdoti indossavano vestiti di pelle di cervo, di giaguaro o di altri animali per assumerne le capacità.
Solo tre testi maya completi sono sopravvissuti allo scorrere degli anni. I più furono bruciati dagli spagnoli durante l'invasione. È per questo che oggi risulta difficile conoscere profondamente la religione maya.
I libri sono:
- Il Popol Vuh (o Libro del consiglio) tratta dei miti della creazione terrestre, delle avventure delle divinità gemelle e della creazione del primo uomo;
- I libri del "Chilam Balam" che descrivono le tradizioni della cultura maya;
- Le cronache di Chacxulubchen, altro libro fondamentale per la comprensione della religione maya.

Secondo la religione dei Maya l'uomo è "una pallina di acqua e mais modellata dagli dèi". Questo spiega perché tra le divinità maya c'è un posto anche per il dio Mais, alimento sacro.
Uno dei riti religiosi più importanti era il gioco della palla "Pok-a-tok", metafora del sole (simile al gioco della pelota).
È solo con la conquista Tolteca, durante il declino della civiltà maya, che la religione assunse un carattere cruento ed aumentarono di frequenza i sacrifici umani.

## Elenco
- Hunahpú: dio del Sole
- Xbalanque: dio della Luna
- Hun-Hunahpu: dio maya del mais, della fertilità e del gioco della palla
- Xquic: dea della gomma e del sangue
- Itzamnà: dio maya supremo del sole, del cielo, del mais, della scrittura, delle acque e dei fulmini
- Kukulkán: dio maya serpente piumato, protettore dei sacerdoti
- Ixchel: dea maya della Luna, dell'ostetricia e della medicina
- Chaac: dio della pioggia, dei fulmini, dei tuoni, del vento, della tempesta, della fertilità e dell'agricoltura. Con la sua ascia di luce Chaac colpisce le nuvole producendo fulmini e pioggia
- Huracan: dio delle stelle, dei venti, delle tempeste, del fuoco e della fertilità ed era responsabile per le forze sfrenate della natura, associato anche al Sole, alla pioggia, alle montagne e alla guerra
- Hunab Ku: Supremo dio Creatore ed era la rappresentazione del calendario solare, l'equilibrio delle forze, la perfezione, la coscienza universale, ma anche la porta per accedere ad altre dimensioni parallele
- K'awiil: dio dei fulmini, dei serpenti, della fertilità e del mais
- Gukumatz: divinità che creò il mondo e l'umanità
- Ixtab: dea del suicidio e dell'impiccagione
- Ah-Puch: dio della morte, patrono del giorno Cimi
- Auilix: dea della Luna e della notte, protettrice dei nobili lignaggi di Nija'ib' a Q’umarkaj
- Camazotz: dio-pipistrello della notte, della morte e del sacrificio
- Scimmia urlatrice: protettrice delle arti, come la musica, e dei mestieri, in particolare i mestieri di scriba e scultore
- Ab Kin Xoc: dio dei poeti
- Acna: dea Madre della Luna, protettrice dei parti e delle nascite
- Ah Bolom Tzacab: dio dell'agricoltura e della pioggia
- Ah Chuy Kak: dio della guerra
- Ah Kinchil: dio del Sole
- Ah Mucen Cab: dio apicoltore
- Ahau Chamahez: dio delle medicine e della salute
- Ahau Kin: dea del Sole
- Ahmakig: dea dell'agricoltura e dei contadini
- Ahulane: dio della guerra
- Akhushtal: dea del parto e della nascita
- Alahom Naom Tzentel: dea della coscienza, dei pensieri, dell'intelletto, delle riflessioni e dell'intelligenza
- Alom: dio del cielo
- Asat: dio della vita
- Auilix: dio delle tenebre
- Backlim Chaam: dio della maschilità e della sessualità dell'uomo
- Buluc Chaptan: dio del sacrificio di sangue e della guerra
- Cabracán: demone del terremoto, distruttore delle montagne
- Cakulha: dio dei piccoli fulmini
- Chac-Bolay: dio dei mondi intermedi
- Chac-u-Uayeyab: dio dell'anno precedente
- Chac-Xib-Chac: dio del sacrificio e della danza
- Champollion: dio del diluvio e delle inondazioni
- Chilan: dio indovino e sacerdote
- Cinteotl: dio del mais
- Cit Bolon Tum: dio delle medicine e dei farmaci
- Cizin: dio dei terremoti e della morte
- Coyopa: dio del tuono
- Cumhau: dio degli Inferi
- Ek Chua: dio del commercio
- Ek Chuah: dio dei mercanti, della pianta del cacao e della guerra
- Hacauitz: dio delle montagne
- Hun Nal: dio del mais
- Hunahau: dio della morte
- Yum Kaax: dio dell'agricoltura, del grano, del mais, delle piante selvatiche e degli animali